# Nusa Makmur
Nusa Makmur is een bestuurslaag in het regentschap Banyuasin van de provincie Zuid-Sumatra, Indonesië. Nusa Makmur telt 3129 inwoners (volkstelling 2010).